# David Valencia
David Valencia (Medellín, Antioquia, Colombia; 31 de mayo de 1991) es un futbolista colombiano. Juega como defensor central.

## Trayectoria

### Alianza Petrolera
Con el club barranqueño se destacó desde su debut en 2011 hasta su salida 2014, llegando a ser el jugador que más veces vistió esta casaca además de conseguir el ascenso frente al América de Cali. Su buen nivel llamó la atención de Millonarios quien lo fichó a finales del 2015.

### Millonarios
El 18 de diciembre de 2015 se haría oficial su incorporación a Millonarios FC a préstamo por un año con opción de compra. Debutaría el 10 de febrero por la primera fecha de la Copa Colombia 2016 en el empate a un gol frente a La Equidad.

El 8 de abril se confirma por parte del club que tiene fractura de ligamentos cruzados tras lesionarse en el entrenamiento estando seis meses por fuera de las canchas.
El 9 de diciembre de 2016 el club embajador comunica oficialmente que David no continúa en el equipo de cara a la temporada 2017.

### Alianza Petrolera
El 4 de enero se confirma que regresa al club luego de un año cedido en Millonarios.

## Clubes
| Club              | País     | Año         |
| ----------------- | -------- | ----------- |
| Alianza Petrolera | Colombia | 2011 - 2015 |
| Millonarios       | Colombia | 2016        |
| Alianza Petrolera | Colombia | 2017-2020   |
| Once Caldas       | Colombia | 2021        |
| Nacional Potosí   | Bolivia  | 2022-2023   |

## Estadísticas
| Club                         | Temporada           | Liga  | Liga  | Copa Nacional | Copa Nacional | Copa Internacional | Copa Internacional | Total | Total |
| Club                         | Temporada           | Part. | Goles | Part.         | Goles         | Part.              | Goles              | Part. | Goles |
| ---------------------------- | ------------------- | ----- | ----- | ------------- | ------------- | ------------------ | ------------------ | ----- | ----- |
| Alianza Petrolera · Colombia | 2011                | 26    | 1     | 2             | 0             | -                  | -                  | 28    | 1     |
| Alianza Petrolera · Colombia | 2012                | 30    | 1     | 7             | 1             | -                  | -                  | 37    | 2     |
| Alianza Petrolera · Colombia | 2013                | 19    | 1     | 11            | 0             | -                  | -                  | 30    | 1     |
| Alianza Petrolera · Colombia | 2014                | 18    | 2     | 3             | 0             | -                  | -                  | 21    | 2     |
| Alianza Petrolera · Colombia | 2015                | 40    | 2     | 0             | 0             | -                  | -                  | 40    | 2     |
| Alianza Petrolera · Colombia | Total               | 133   | 7     | 23            | 1             | 0                  | 0                  | 156   | 8     |
| Millonarios · Colombia       | 2016                | 2     | 0     | 2             | 0             | -                  | -                  | 4     | 0     |
| Millonarios · Colombia       | Total               | 2     | 0     | 2             | 0             | 0                  | 0                  | 4     | 0     |
| Alianza Petrolera · Colombia | 2017                | 13    | 0     | 2             | 0             | -                  | -                  | 15    | 0     |
| Alianza Petrolera · Colombia | 2018                | 22    | 0     | 1             | 0             | -                  | -                  | 23    | 0     |
| Alianza Petrolera · Colombia | 2019                | 9     | 0     | 5             | 0             | -                  | -                  | 14    | 0     |
| Alianza Petrolera · Colombia | 2020                | 16    | 0     | 2             | 0             | -                  | -                  | 18    | 0     |
| Alianza Petrolera · Colombia | Total               | 60    | 0     | 10            | 0             | 0                  | 0                  | 70    | 0     |
| Total en su carrera          | Total en su carrera | 179   | 7     | 33            | 1             | 0                  | 0                  | 212   | 8     |

## Palmarés

### Campeonatos nacionales
| Título    | Club              | País     | Año  |
| --------- | ----------------- | -------- | ---- |
| Primera B | Alianza Petrolera | Colombia | 2012 |